# Gunderams försvar
Den här artikeln använder algebraisk schacknotation för att beskriva schackdragen.
Gunderams försvar är en ovanlig schacköppning som definieras av dragen:
1. e4 e5
2. Sf3 De7

## Partiexempel
Vit: D. Lampe  
Svart: C. Scheller 
1994
1.e4 e5 2.Sf3 De7?! 3.Sc3 c6 4.d4 d6 5.Bc4 h6 6.a4 Sf6 7.dxe5 dxe5 8.h3 Dc7 9.0-0 Le7 10.De2 Sbd7 11.Le3 Sc5? 12.Lxf7+! Kxf7 13.Lxc5 Le6 14.Lxe7 Kxe7 15.Sh4 Thg8 16.f4 exf4 17.Sg6+ Kf7 18.Sxf4 De5 19.Sxe6 Kxe6 20.Dc4+ Ke7 21.Tf5 1-0